# بطولة يوغسلافيا لكرة القدم 1923
بطولة يوغسلافيا لكرة القدم 1923 (بالصربوكرواتية: Državno prvenstvo Jugoslavije 1923.)‏ هو الموسم 1 من الدوري اليوغوسلافي الدرجة الأولى. أشرف على تنظيمه اتحاد صربيا لكرة القدم، وكان عدد الأندية المشاركة فيه 6، وفاز فيه HŠK Građanski Zagreb ‏.